# Einbi
Koordinaten: 58° 59′ N, 23° 27′ O
Einbi (schwedisch Enby) ist ein Dorf (estnisch küla) in der Landgemeinde Lääne-Nigula (bis 2017: Landgemeinde Noarootsi) im Kreis Lääne in Estland.

## Beschreibung
Der Ort hat neunzehn Einwohner (Stand 31. Dezember 2011). Er liegt auf dem südwestlichen Zipfel der Halbinsel Noarootsi (Noarootsi poolsaar). Zwischen Einbi und dem nördlich gelegenen Dorf Paslepa erstreckt sich ein bewaldetes Gebiet. Südlich des Dorfes liegt die Bucht von Haapsalu (Haapsalu laht), westlich der Wose-Sund (Voosi kurk).
Der Ortsname ist offiziell zweisprachig estnisch und schwedisch, da das Dorf bis zur Umsiedlung während des Zweiten Weltkriegs zum traditionellen Siedlungsgebiet der Estlandschweden gehörte.
In früheren Zeiten lebten die Dorfbewohner vom Fisch- und Seehundfang. Früher gehörte zu dem Ort auch der Hafen Voosi, der heute nicht mehr existiert. In der naturreinen Gegend stellte der in Haapsalu tätige Provisor und Limonadenfabrikant Georg Christian Nörman ab 1901 das Tafelwasser „Eau de Vosy“ her. Das mit Kohlensäure versetzte Meerwasser verkaufte sich bis zum Zweiten Weltkrieg erfolgreich als gesundheitsförderndes Mittel.